# 奧林匹亞·史諾
奥林匹亚·吉恩·史诺（英語：Olympia Jean Snowe，1947年2月21日—）是美国一位共和黨籍的政治家，曾擔任缅因州聯邦參議員和聯邦眾議員。她在党内的立场比较温和的，因此常是参议院表決議案時的關鍵票數。
2006年《時代雜誌》將她評比為美国最優秀的十名参议员之一。